# St. Marien (Einberg)

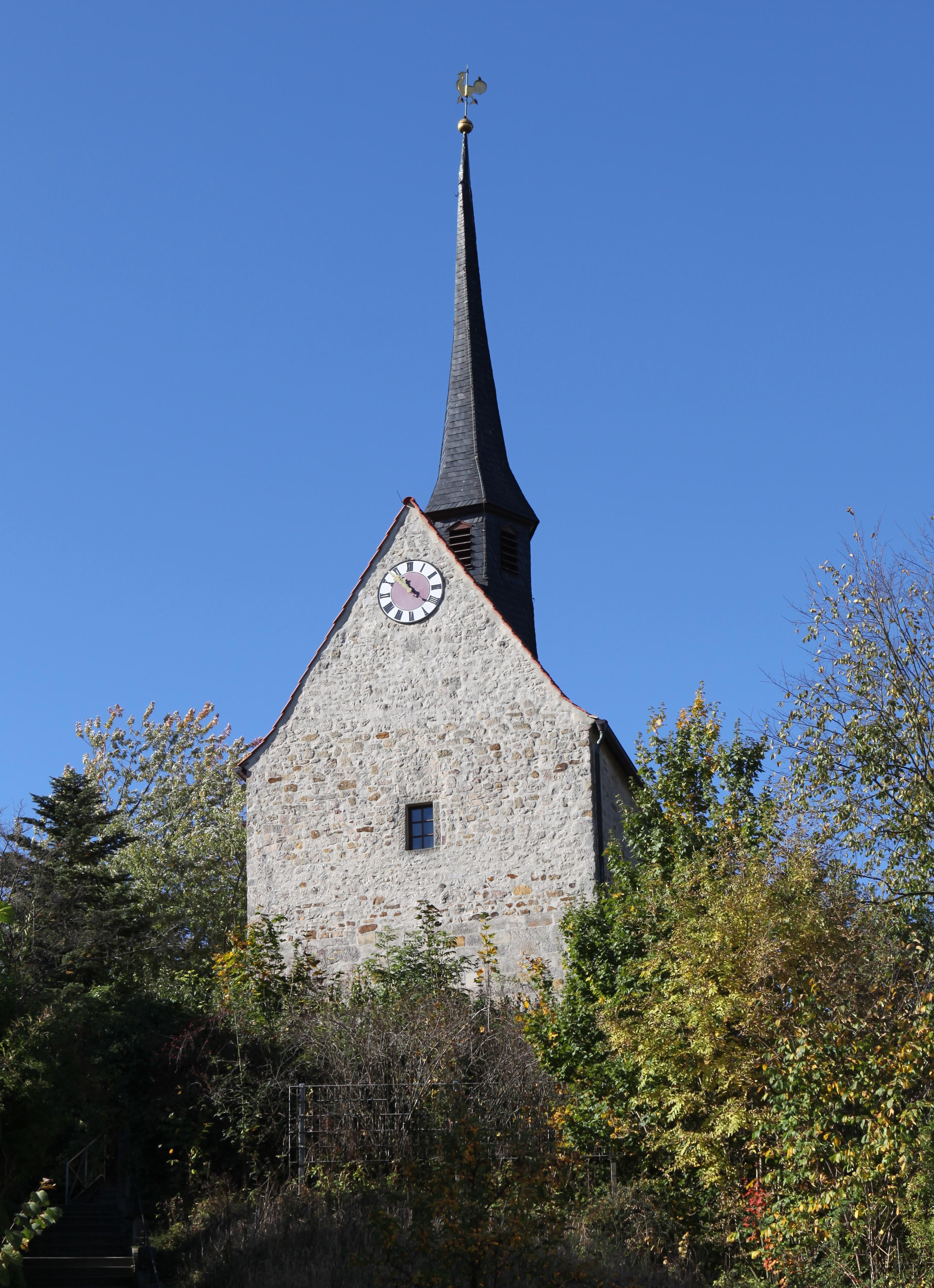
St. Marien in Einberg

Die evangelisch-lutherische Kirche St. Marien im oberfränkischen Einberg, einem Gemeindeteil von Rödental im Landkreis Coburg, stammt in ihrem Kern wohl aus dem 13. Jahrhundert.

## Geschichte
Die Einberger Kirche geht auf eine steinerne Muttergottes-Kapelle zurück, die um 1200 errichtet wurde und eine Fechheimer Filiale war. Aus dieser Zeit stammt im Chorgewölbe ein romanischer Schlussstein mit einem Christusbild. Anfang des 15. Jahrhunderts gab es größere Schäden am Gebäude, vermutlich durch einen Brand. In der Folge wurden beim Wiederaufbau das gotische Chorgewölbe errichtet und die Wände mit zwölf Weihekreuzen geschmückt. In der zweiten Hälfte des 15. Jahrhunderts wurde der Chorraum schließlich vollständig ausgemalt.
Die erste protestantische kursächsische Kirchenvisitation fand 1528/29 statt. 1535 wurde Einberg Pfarramt mit Mönchröden als Filialgemeinde. Zum Kirchensprengel gehörten Oeslau, Waldsachsen, Rögen, Neu- und Neershof, Rothenhof, Kipfendorf, Spittelstein, Theißenstein, Gnailes, Schafhausen und Thierach. Selbstständige Pfarreien wurden 1912 Mönchröden und 1950 Oelsau.
Um 1540 wurden die gotischen Wandmalereien übertüncht und die ganze Kirche mit Renaissance-Ornamentik und figürlichen Darstellungen ausgemalt. 1584 wurden im Chorraum, 1596 an den Längsseiten des Kirchenschiffs Emporen eingebaut. 1660 erfolgten kleinere Reparaturen. 1688 wurden das Kirchendach angehoben und ein weiteres Emporengeschoss und zwei außen stehende Treppenhäuser zu deren Erschließung eingebaut. 1691 war der Einbau einer neuen Orgel der Abschluss der Baumaßnahmen. Im Jahr 1771 ließ die Kirchengemeinde die Fenster vergrößern und ein drittes Emporengeschoss einziehen. 1774 erfolgte eine Restaurierung im Stil des späten Rokoko. Die Kirchendecke, Chorempore und Kanzel wurden mit Stuck versehen und farbig verziert. 1869 veranlasste die Kirchengemeinde eine Sanierung des Dachreiters mit dem Glockenstuhl.
Nach 1946 wurde das Gotteshaus unter Leitung von Reinhard Claaßen umfangreich restauriert. Es erfolgte eine Freilegung der gotischen Fresken im Chor, ein Rückbau der Emporen und eine Versetzung der Kanzel vom südlichen Chorbogenpfeiler an die Chorbogenwand. Die vorhandenen Fenster des Langhauses wurden zugemauert und dafür die Nord- und Südseiten mit je zwei etwa fünf Meter hohen und etwa einen Meter breiten Rundbogenfenstern versehen. Der Münchner Künstler Rudolf Büder bemalte 1952 die Decke des Kirchenschiffs und 1955 die Emporenbrüstungen.
In den 1970er Jahren entstand ein Anbau am Westgiebel. Er beherbergt als Kirchenvorraum und Windfang den Zugang zum Kirchenschiff und den Emporen. Der Altar aus dem Jahre 1946 wurde durch einen beweglichen Altartisch ersetzt. 1998 erfolgte für vier neue Glocken der Neubau des Glockenstuhls.

## Baubeschreibung

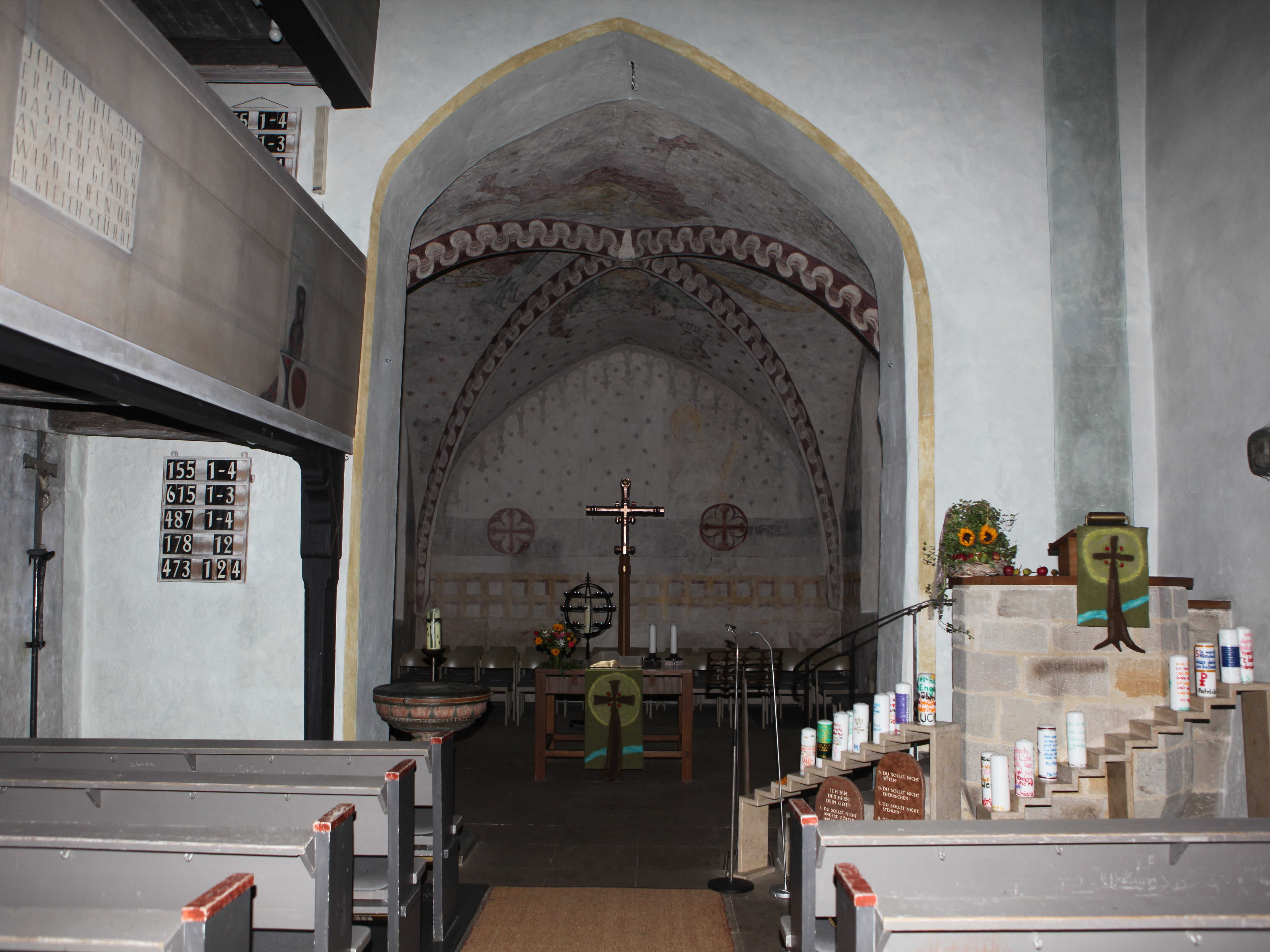
Innenraum

Die Kirche steht das Ortsbild prägend an einem Hang oberhalb von Einberg. Sie hat ein spitzgiebeliges Satteldach mit einem markanten, achteckigen Dachreiter mit Helm. Teile des Mauerwerks stammen aus der Zeit um 1200.
Der leicht eingezogene Chorraum, 6,7 Meter lang und 5,5 Meter breit, könnte der Rest eines im Dreißigjährigen Krieg zerstörten Turms sein. Der gotisch gestaltete Innenraum wird von einem Kreuzgewölbe mit kehlprofilierten Rippen, romanischem Schlussstein und Malereien die vier Evangelistensymbole darstellend überspannt. Die Wände sind mit Weihekreuzen, Dekorationen und Darstellungen der Apostel spätgotisch bemalt. Zwölf Apostel, jeweils fünf an den Längsseiten und zwei mit Maria an der Altarwand, waren ursprünglich vorhanden. Noch erkennbar sind Johannes mit dem Kelch, Bartholomäus mit dem Messer, Jakobus der Jüngere mit der Walkerkeule, Simon mit der Säge und Judas Thaddäus mit dem Beil.
Ein schief und unregelmäßig eingeschnittener spitzbogiger Triumphbogen befindet sich zwischen dem Altarraum und dem Langhaus.
Das Langhaus ist 10,9 Meter lang und 6,3 Meter breit. Der Innenraum des Kirchenschiffs wird von zweigeschossigen, hölzernen Emporen an Nord- und Westwand geprägt und von einer Flachdecke überspannt. Die moderne Ausmalung der Decke zeigt Symbole der Offenbarung des Johannes. Die Emporenbilder zeigen oben Szenen aus dem Alten Testament – das Paradies mit der Darstellung von Natur, den Schwertengel, Adam und Eva vor der Schlange, den Berg Sinai mit dem Tanz um das goldene Kalb und Mose –, unten aus dem Neuen Testament – die Geburt Christi, die Erweckung des Lazarus und das Abendmahl mit Christus, Brot und Kelch.
Der am Triumphbogen stehende Renaissance-Taufstein stammt aus dem Jahr 1598. Er ist aus Sandstein und bemalt. Das Taufbecken wird von einer korinthischen Säule getragen, an der zwei Putten spielen.

## Orgel
Nach der Vergrößerung der Kirche 1688 erwarb die Gemeinde 1694 die gebrauchte Orgel aus der Coburger Heiligkreuzkirche. 1705 baute der Coburger Orgelbauer Johann Albrecht eine neue Orgel mit einem Manual und Pedal sowie acht Registern, die 1817 durch ein neues Werk des Neustadter Orgelbauers Andreas Hofmann für 480 fl ersetzt wurde. 1892 erneuerte der Coburger Anton Hasselbarth die Orgel und fügte 1895 ein zweites Manual hinzu. 1948 wurden die Bälge, 1952 und 1958 die Orgel repariert. Die gegenwärtige Orgel entstand 1964 links auf der Empore durch die Göttinger Orgelbauer Ott. Sie besitzt Hauptwerk, Hinterwerk und Pedal sowie zwölf Register. Die Orgel hat über dem Spielschrank ein kastenförmiges Schrankgehäuse mit natürlicher Pfeifenstellung.

## Glocken
Das Geläut besteht aus der Christusglocke (Schlagton g’, Durchmesser 102 cm, Gewicht 559 kg), der Ewigkeitsglocke (Schlagton h’, Durchmesser 83 cm, Gewicht 321 kg), der Gebetsglocke (Schlagton d’’, Durchmesser 69 cm, Gewicht 209 kg) und der Taufglocke (Schlagton e’’, Durchmesser 62,5 cm, Gewicht 147 kg). Die vier Bronzeglocken wurden 1998 in der Glockengießerei Bachert gegossen und ersetzten Stahlgussglocken aus dem Jahr 1921. Die große 721 kg schwere Glocke durfte aus statischen Gründen nicht mehr geläutet werden.